# Île en île
Île en île est un site web consacré à la littérature francophone insulaire, fondé en 1998 par Thomas C. Spear.

## Historique
Ce site a été créé le 12 octobre 1998, à l'initiative de Thomas C. Spear, professeur de français à l'Université de la ville de New York. 
Il n'évolue plus depuis 2021, date d'une refonte technique et de la mise en place d'archives avec l'aide financière de l'Organisation internationale de la francophonie, et le concours du spécialiste des études caribéennes et du numérique, Alex Gil (en). Son créateur et animateur principal, Thomas C. Spear, est en effet passé à d'autres sujets, après y avoir consacré une bonne partie de son temps pendant plus d'une vingtaine d'années.

## Contenu et objectifs
Ce site contient des biographies d’écrivains (plus de 400 auteurs), des bibliographies, des extraits littéraires, des archives et des synthèses culturelles sur le monde insulaire francophone (Haïti, Martinique, Guadeloupe, La Réunion, Madagascar, Comores y compris Mayotte, île Maurice, Nouvelle-Calédonie, Polynésie française, ..) et sur leur diaspora,. Il comprend aussi un ensemble d’informations sur la Guyane, bien que ce ne soit pas une île, mais un territoire francophone ayant des similitudes et des liens avec d’autres territoires francophones caraïbéens. Outre des éléments écrits, il incorpore des enregistrements audio et vidéo, bien que les techniques de montage audio et vidéo étaient moins dans les compétences initiales du créateur et animateur du site, Thomas C. Spear, professeur de littérature.
Le logo du site, représentant un phare, est une iconographie de Janis Wilkins, venue compléter en 2009 le travail iconographique de Béatrice Coron présent dès la première version de ce site.
Île en île est un site pionnier de l'Internet francophone, qui a contribué à faire connaître des œuvres d'auteurs de langue française moins reconnues des institutions parisiennes.
Ce site est devenu au fil des ans une référence et a été à ce titre plusieurs fois distingué, lui ou son fondateur Thomas C. Spear. Peuvent être cités notamment en 2018 le Prix du rayonnement de la langue et de la littérature françaises remis à Thomas C. Spear par l’Académie française. Et la même année, les insignes de l’Ordre des francophones d'Amérique par le Conseil supérieur de la langue française,.